# ヒスイ順のポケモン一覧
ヒスイ順のポケモン一覧（ヒスイじゅんのポケモンいちらん）では、ポケットモンスターシリーズに登場する1025種類のポケモンのうち、『Pokémon LEGENDS アルセウス』におけるヒスイ地方に登場する242種類を図鑑ごとの番号順に列記する。

## ヒスイ図鑑
1. モクロー
2. フクスロー
3. ジュナイパー
4. ヒノアラシ
5. マグマラシ
6. バクフーン
7. ミジュマル
8. フタチマル
9. ダイケンキ
10. ビッパ
11. ビーダル
12. ムックル
13. ムクバード
14. ムクホーク
15. コリンク
16. ルクシオ
17. レントラー
18. ケムッソ
19. カラサリス
20. アゲハント
21. マユルド
22. ドクケイル
23. ポニータ
24. ギャロップ
25. イーブイ
26. シャワーズ
27. サンダース
28. ブースター
29. エーフィ
30. ブラッキー
31. リーフィア
32. グレイシア
33. ニンフィア
34. ズバット
35. ゴルバット
36. クロバット
37. フワンテ
38. フワライド
39. コロボーシ
40. コロトック
41. ブイゼル
42. フローゼル
43. ミノムッチ
44. ミノマダム
45. ガーメイル
46. イシツブテ
47. ゴローン
48. ゴローニャ
49. オドシシ
50. アヤシシ
51. ゴンベ
52. カビゴン
53. パラス
54. パラセクト
55. ピチュー
56. ピカチュウ
57. ライチュウ
58. ケーシィ
59. ユンゲラー
60. フーディン
61. ヒコザル
62. モウカザル
63. ゴウカザル
64. ミミロル
65. ミミロップ
66. チェリンボ
67. チェリム
68. コダック
69. ゴルダック
70. ミツハニー
71. ビークイン
72. ストライク
73. バサギリ
74. ハッサム
75. ヘラクロス
76. マネネ
77. バリヤード
78. エイパム
79. エテボース
80. コイキング
81. ギャラドス
82. カラナクシ
83. トリトドン
84. ハリーセン
85. ハリーマン
86. ピンプク
87. ラッキー
88. ハピナス
89. スボミー
90. ロゼリア
91. ロズレイド
92. マスキッパ
93. チュリネ
94. ドレディア
95. モンジャラ
96. モジャンボ
97. ドジョッチ
98. ナマズン
99. グレッグル
100. ドクロッグ
101. ラルトス
102. キルリア
103. サーナイト
104. エルレイド
105. ヤンヤンマ
106. メガヤンマ
107. ヒポポタス
108. カバルドン
109. パチリス
110. スカンプー
111. スカタンク
112. ヒメグマ
113. リングマ
114. ガチグマ
115. ヌメラ
116. ヌメイル
117. ヌメルゴン
118. イワーク
119. ハガネール
120. サイホーン
121. サイドン
122. ドサイドン
123. ウソハチ
124. ウソッキー
125. ベロリンガ
126. ベロベルト
127. トゲピー
128. トゲチック
129. トゲキッス
130. ナエトル
131. ハヤシガメ
132. ドダイトス
133. ポリゴン
134. ポリゴン2
135. ポリゴンZ
136. ゴース
137. ゴースト
138. ゲンガー
139. ミカルゲ
140. ヤミカラス
141. ドンカラス
142. アンノーン
143. タマザラシ
144. トドグラー
145. トドゼルガ
146. テッポウオ
147. オクタン
148. スコルピ
149. ドラピオン
150. ガーディ
151. ウインディ
152. ニャルマー
153. ブニャット
154. ワンリキー
155. ゴーリキー
156. カイリキー
157. ペラップ
158. ヨマワル
159. サマヨール
160. ヨノワール
161. ポッチャマ
162. ポッタイシ
163. エンペルト
164. タマンタ
165. マンタイン
166. バスラオ
167. イダイトウ
168. ロコン
169. キュウコン
170. メノクラゲ
171. ドククラゲ
172. ケイコウオ
173. ネオラント
174. ブビィ
175. ブーバー
176. ブーバーン
177. コイル
178. レアコイル
179. ジバコイル
180. ドーミラー
181. ドータクン
182. エレキッド
183. エレブー
184. エレキブル
185. グライガー
186. グライオン
187. フカマル
188. ガバイト
189. ガブリアス
190. ノズパス
191. ダイノーズ
192. ビリリダマ
193. マルマイン
194. ロトム
195. リーシャン
196. チリーン
197. ムウマ
198. ムウマージ
199. ピィ
200. ピッピ
201. ピクシー
202. ニューラ
203. オオニューラ
204. マニューラ
205. ユキワラシ
206. オニゴーリ
207. ユキメノコ
208. ズガイドス
209. ラムパルド
210. タテトプス
211. トリデプス
212. ウリムー
213. イノムー
214. マンムー
215. カチコール
216. クレベース
217. ユキカブリ
218. ユキノオー
219. ゾロア
220. ゾロアーク
221. ワシボン
222. ウォーグル
223. リオル
224. ルカリオ
225. ユクシー
226. エムリット
227. アグノム
228. ヒードラン
229. レジギガス
230. クレセリア
231. ボルトロス
232. トルネロス
233. ランドロス
234. ラブトロス
235. ディアルガ
236. パルキア
237. ギラティナ
238. アルセウス
239. フィオネ
240. マナフィ
241. シェイミ
242. ダークライ